# Capard House

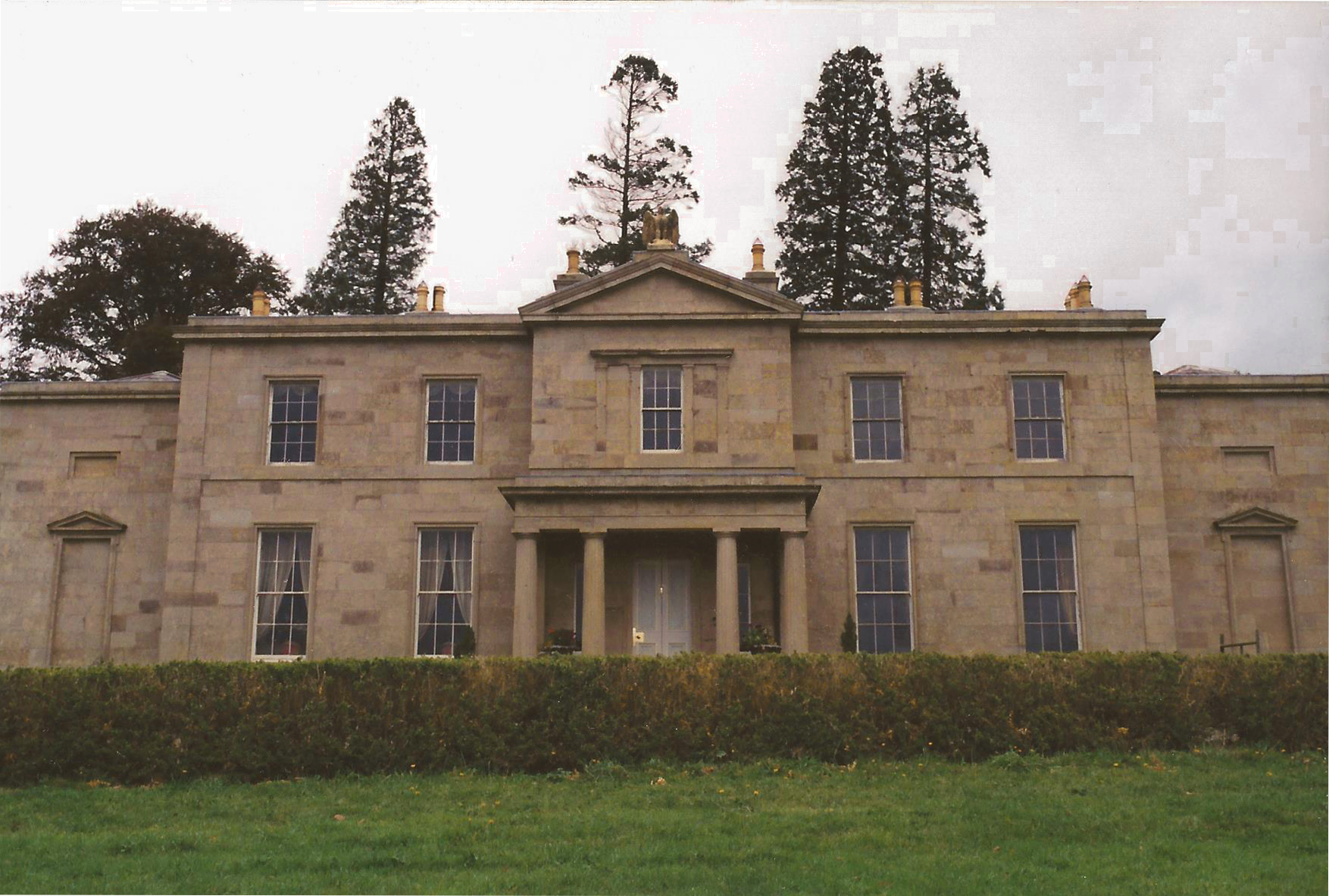
Capard House (1995)

Capard House (irisch Teach na Ceapaí Airde) ist ein georgianisches Landhaus nahe Rosenallis im County Laois, Irland.

## Geschichte
Das Herrenhaus wurde 1798 erbaut. Armand Henry Robert Pigott (1827–1886), verheiratet mit Julia von Stürler, erbte Capard von seinem Onkel John Pigott. Dessen Sohn Robert Edward Pigott († 1917) erbte Capard von seinem Vater, konnte das Gut jedoch aufgrund seiner unehelichen Beziehung zu Theresa Keogh nicht an seine Kinder weitergeben. Stattdessen übernahm seine Schwester Mary Ellen Pigott (1865–1928), verheiratet mit Albert Adrian Eugen von Jenner (1857–1924) die Besitzung. In nächster Generation besaß Adrian Robert Charles von Jenner (1886–1970) Capard House, der es seinem Sohn Robert Eduard Patrick von Jenner (1919–1982?) vererbte. Das Anwesen wurde 1990 durch den Dubliner Antiquar John Farrington erworben, der es 2014 wieder verkaufte.